# Rostroclytus
Rostroclytus is een kevergeslacht uit de familie van de boktorren (Cerambycidae). De wetenschappelijke naam van het geslacht werd voor het eerst geldig gepubliceerd in 2011 door Martins & Galileo.

## Soorten
Rostroclytus omvat de volgende soorten:
- Rostroclytus capixaba (Napp & Monné, 2006)
- Rostroclytus rondonianus (Napp & Monné, 2006)
- Rostroclytus turuna (Galileo & Martins, 2007)